# West Melbourne
West Melbourne és una població dels Estats Units a l'estat de Florida. Segons el cens de l'1 de juliol de 2008 tenia 15.328 habitants.

## Demografia
Segons el cens del 2000, West Melbourne tenia 9.824 habitants, 4.497 habitatges, i 2.693 famílies. La densitat de població era de 485 habitants/km².
Dels 4.497 habitatges en un 19,1% hi vivien nens de menys de 18 anys, en un 49% hi vivien parelles casades, en un 8,5% dones solteres, i en un 40,1% no eren unitats familiars. En el 34% dels habitatges hi vivien persones soles el 18,8% de les quals corresponia a persones de 65 anys o més que vivien soles. El nombre mitjà de persones vivint en cada habitatge era de 2,08 i el nombre mitjà de persones que vivien en cada família era de 2,63.
Per edats la població es repartia de la següent manera: un 15,9% tenia menys de 18 anys, un 5,8% entre 18 i 24, un 24,2% entre 25 i 44, un 23,1% de 45 a 60 i un 31% 65 anys o més.
L'edat mediana era de 49 anys. Per cada 100 dones de 18 o més anys hi havia 82,3 homes.
La renda mediana per habitatge era de 37.391 $ i la renda mediana per família de 46.486 $. Els homes tenien una renda mediana de 38.693 $ mentre que les dones 27.040 $. La renda per capita de la població era de 24.006 $. Entorn del 4,9% de les famílies i el 7,8% de la població estaven per davall del llindar de pobresa.

## Poblacions més properes
El següent diagrama mostra les poblacions més properes.